# Cantharoctenus
Cantharoctenus is een kevergeslacht uit de familie van de boktorren (Cerambycidae). De wetenschappelijke naam van het geslacht werd voor het eerst geldig gepubliceerd in 1866 door Westwood.

## Soorten
Cantharoctenus omvat de volgende soorten:
- Cantharoctenus antennatus (Franz, 1938)
- Cantharoctenus burchellii (Westwood, 1866)
- Cantharoctenus filippovi (Plavilstshikov, 1933)
- Cantharoctenus minor Kolbe, 1898
- Cantharoctenus somalius Gahan, 1894